# Margareta de Parma

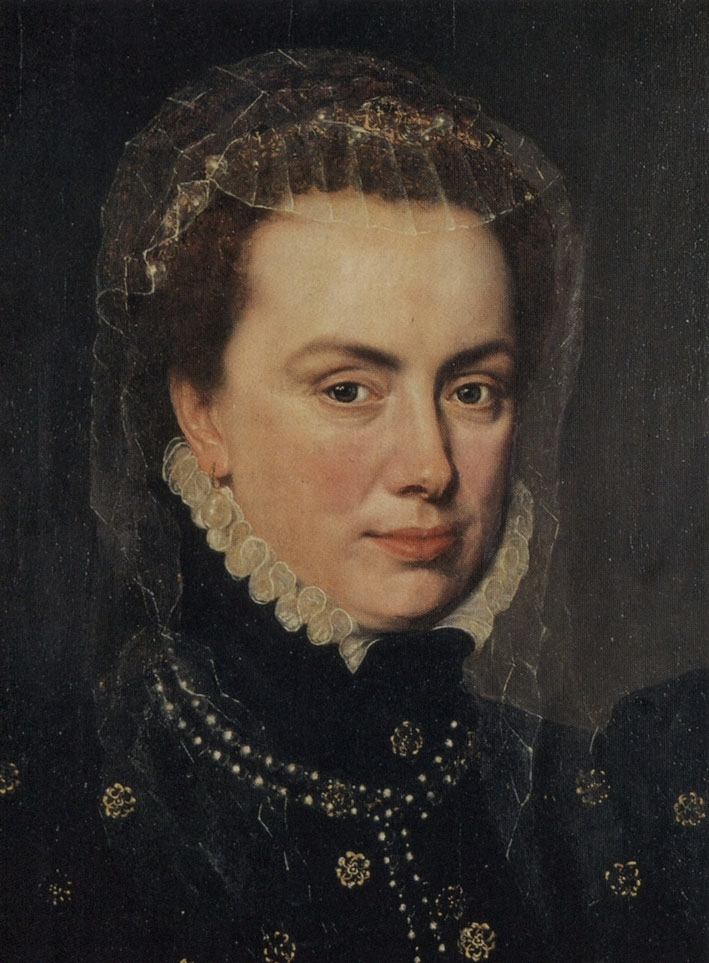
Margareta de Parma

Margareta de Habsburg (n. 5 iulie 1522, Oudenaarde — d. 18 ianuarie 1586, OrtonaRegatul Napolelui) a fost o ducesă de Parma și guvernatoare a Țărilor de Jos Habsburge din 1559 până în 1567. Fiică naturală a împăratului Carol Quintul și a metresei sale, Johanna Maria van der Gheynst, s-a căsătorit cu ducele de Parma Ottavio Farnese în 1538, timp în care s-a născut singurul fiu al ei, viitorul guvernator al Țărilor de Jos, Alessandro Farnese duce de Parma. A obținut de la fratele ei vitreg Filip al II-lea guvernarea Țărilor de Jos din 1559  până în 1567, dar, încercând să mențină o politică echilibrată, nu a reușit să oprească violenta opoziție față de măsurile centralizatoare și antiprotestante ale acestuia, iar în 1567 a fost înlăturată de la guvernare.